# Дубоштица (Вареш)
Дубоштица је насељено мјесто у Босни и Херцеговини, у општини Вареш, које административно припада Федерацији Босне и Херцеговине. Према попису становништва из 1991. у насељу је живјело 118 становника. По попису из 2013. у селу је живјело свега 56 становника.

## Историја
Дубоштица је била јако рударско сједиште у средњем вијеку, а као краљевска царинарница помиње се 1398.

## Становништво
|             | 2013.       | 1991.        |
| Укупно      | 56 (100,0%) | 118 (100,0%) |
| Хрвати      | 48 (85,71%) | 81 (68,64%)  |
| Бошњаци     | 3 (5,357%)  | 0 (0,000%)1  |
| Босанци     | 3 (5,357%)  | –            |
| Срби        | 2 (3,571%)  | 2 (1,695%)   |
| Југословени | –           | 23 (19,49%)  |
| Остали      | –           | 12 (10,17%)  |

1. 1 На пописима од 1971. до 1991. Бошњаци су пописивани углавном као Муслимани.